# Zoe Karbonopsina
Zoe Karbonopsina (griego: Ζωή Καρβωνοψίνα, Zoe Karbōnopsína) fue una emperatriz bizantina de la dinastía macedónica, cuarta esposa de León VI. Sobrevivió a su marido. Su cara aparece en algunas monedas emitidas por su hijo Constantino VII Porfirogénito.
Era amante de León VI, pero solo se casó el 9 de enero de 906, después de haberle dado un hijo a finales de 905, el futuro Constantino VII. Esto suponía el cuarto matrimonio del emperador, y de acuerdo con la Iglesia ortodoxa, que ya se había mostrado reticente en aceptar el tercero, no era canónico.
El patriarca de Constantinopla, Nicolás I el Místico aceptó a regañadientes bautizar al niño, pero prohibió al emperador que se casara. Sin embargo, León encontró a Tomás, un sacerdote que les casó, y consiguió la destitución de Nicolás.
Cuando León murió en 912, fue sucedido por su hermano menor Alejandro III, que volvió a llamar al patriarca Nicolás, y expulsó a Zoe del palacio. Ella volvió a la muerte de Alejandro, en 913, pero Nicolás la obligó a entrar en un convento. Sin embargo, la posición del Patriarca se debilitó, y Zoe pudo derrocarle, y reemplazarle como regente.